# セマルグル

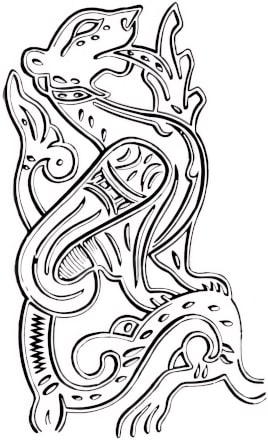
セマルグル

セマルグル（Semargl。ウクライナ語: Симаргл, Семаргл、またはシマルグル (Simargl)）は、スラヴ神話の神である。グリフォンに似た姿で表現されている。

## 概要
セマルグルの名前は、アヴェスター語やパフラヴィー語、ペルシア語で「聖なる鳥」を意味する単語に由来している。ウラジーミル1世によるキリスト教導入まで東スラヴ人によって信奉され続けていた。キエフやリャザンで見つかった12〜13世紀頃のものとされる銀製の腕輪には、体が鳥と動物の要素の入り交じった生き物が彫刻されたものがあるが、一部の研究者はその生き物をセマルグルだと考えている。その生き物は、イラン神話に登場するシームルグに似ているとする意見もある。
キエフの丘に祀られた神々の1柱であり、しばしば女神モコシと関連付けられている。つまり、大女神に寄り添いその守護者でもある聖獣の類であるとか、大女神が「畑」に撒いた種子を神格化したものであるなどといわれ、農耕と植物の生育にかかわる神だとされる。一方、寒気と霜の神という説もある。
これとは逆にその名を「七つの頭」と解して、ペルーン・ダジボーグ・モコシ・ストリボーグ・ホルスなどの7柱の神を統合させた存在であるとする説もある。